# Andinsk gås
Andinsk gås (Chloephaga melanoptera) är en sydamerikansk bergslevande andfågel.

## Utseende
Fågeln är kraftigt byggd, med rosa näbb och ben. Fjäderdräkten är vit fjäderdräkt förutom vingar och stjärt som är svarta. Könen är lika men honan är något mindre.

## Utbredning och levnadssätt

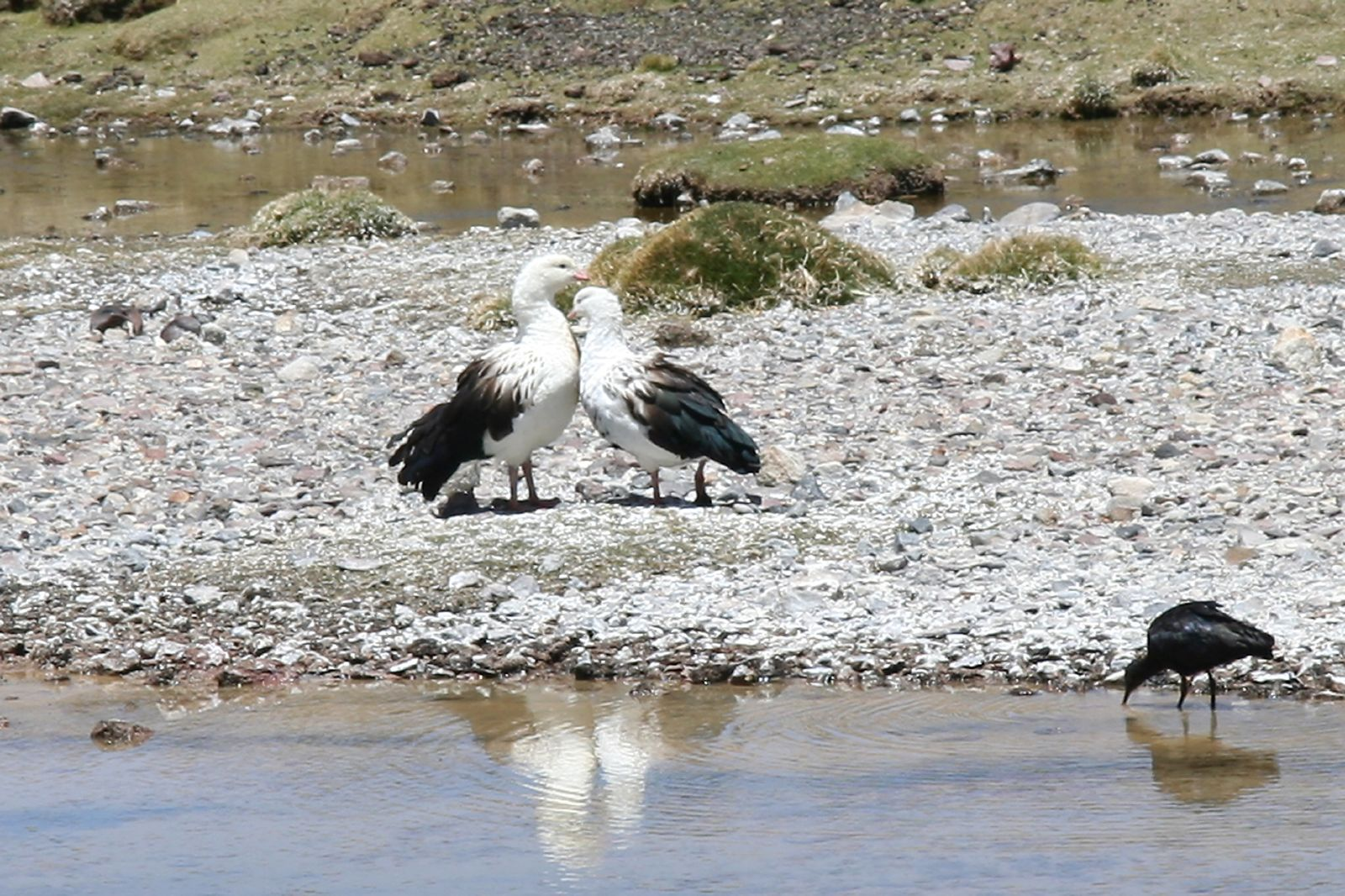
Två andinska gäss på över 4000 m ö.h. Även punaibis.

Fågel förekommer vid sjöar och våtmarker i Anderna, oftast på höjder över 3000 meter, från södra Peru till nordvästra Argentina och mellersta Chile. Den lever till största delen på land och undviker att simma förutom när den ska undvika fara.
Andinsk gås betar gräs och lägger sina ägg, i genomsnitt sex till tio stycken, direkt på marken i en uppskrapad grop i närheten av vatten. Under häckningssäsongen är den revirhävdande men bildar resten av året mindre flockar.

## Systematik
Andinsk gås placeras traditionellt i släktet Chloephaga. Resultat från studier av mitokondrie-DNA tyder dock på att andinsk gås är en nära släkting till orinocogåsen (Neochen jubata). När dessa förs till samma släkte har Oressochen prioritet före Neochen. När dessa förs till samma släkte har släktnamnet Oressochen, myntat för den andinska gåsen av Bannister 1870, prioritet över orinocogåsens släktnamn Neochen, myntat av Oberholser 1918. I internationella fågellistan AviList från 2025 hålls den dock kvar i Chloephaga, i väntan på tydligare resultat. 

## Status och hot
Arten har ett stort utbredningsområde och en stor population med stabil utveckling. Utifrån dessa kriterier kategoriserar IUCN arten som livskraftig (LC).